# Olympische Sommerspiele 1912/Schwimmen – 400 m Brust (Männer)
Der Schwimmwettkampf über 400 Meter Brust der Männer bei den Olympischen Spielen 1912 in Stockholm wurde vom 8. bis 12. Juli ausgetragen.

## Ergebnisse

### Vorläufe
Die zwei schnellsten Athleten eines jeden Vorlaufs sowie der schnellste Dritte qualifizierten sich für das Halbfinale.
Lauf 1
| Rang | Athlet          | Nation         | Zeit       | Anm.  |
| ---- | --------------- | -------------- | ---------- | ----- |
| 1    | Thor Henning    | Schweden       | 6:52,4 min | Q, OR |
| 2    | George Innocent | Großbritannien | 7:07,8 min | Q     |
| —    | Josef Wastl     | Österreich     | DNF        |       |
| —    | Oszkár Demján   | Ungarn         | DSQ        |       |

Lauf 2
| Rang | Athlet            | Nation             | Zeit       | Anm.  |
| ---- | ----------------- | ------------------ | ---------- | ----- |
| 1    | Kurt Malisch      | Deutsches Reich    | 6:47,0 min | Q, OR |
| 2    | Lennart Lindroos  | Finnland           | 7:03,0 min | Q     |
| 3    | Nils Andersson    | Schweden           | 7:17,0 min |       |
| —    | Michael McDermott | Vereinigte Staaten | DSQ        |       |

Lauf 3
| Rang | Athlet               | Nation          | Zeit       | Anm. |
| ---- | -------------------- | --------------- | ---------- | ---- |
| 1    | Wilhelm Lützow       | Deutsches Reich | 6:49,8 min | Q    |
| 2    | Félicien Courbet     | Belgien         | 6:52,6 min | Q    |
| 3    | Zeno von Singalewicz | Österreich      | 7:04,0 min | q    |
| 4    | Frank Schryver       | Australasien    | 7:07,8 min |      |

Lauf 4
| Rang | Athlet           | Nation         | Zeit       | Anm.  |
| ---- | ---------------- | -------------- | ---------- | ----- |
| 1    | Percy Courtman   | Großbritannien | 6:43,8 min | Q, OR |
| 2    | Arvo Aaltonen    | Finnland       | 6:48,8 min | Q     |
| 3    | Vilhelm Lindgrén | Finnland       | 7:12,6 min |       |

Lauf 5
| Rang | Athlet          | Nation           | Zeit       | Anm.  |
| ---- | --------------- | ---------------- | ---------- | ----- |
| 1    | Walter Bathe    | Deutsches Reich  | 6:34,6 min | Q, OR |
| 2    | Georgi Baimakow | Russisches Reich | 7:28,6 min | Q     |

### Halbfinale
Halbfinale 1
| Rang | Athlet               | Nation           | Zeit       | Anm.  |
| ---- | -------------------- | ---------------- | ---------- | ----- |
| 1    | Walter Bathe         | Deutsches Reich  | 6:32,0 min | Q, OR |
| 2    | Thor Henning         | Schweden         | 6:32,0 min | Q, OR |
| 3    | Percy Courtman       | Großbritannien   | 6:36,6 min | q     |
| 4    | Félicien Courbet     | Belgien          | 6:59,8 min |       |
| —    | Zeno von Singalewicz | Österreich       | DNF        |       |
| —    | Georgi Baimakow      | Russisches Reich | DNS        |       |

Halbfinale 2
| Rang | Athlet           | Nation          | Zeit       | Anm. |
| ---- | ---------------- | --------------- | ---------- | ---- |
| 1    | Wilhelm Lützow   | Deutsches Reich | 6:44,6 min | Q    |
| 2    | Kurt Malisch     | Deutsches Reich | 6:47,6 min | Q    |
| 3    | Arvo Aaltonen    | Finnland        | 6:56,8 min |      |
| 4    | Lennart Lindroos | Finnland        | 7:02,4 min |      |
| —    | George Innocent  | Großbritannien  | DNF        |      |

### Finale
| Rang | Athlet         | Nation          | Zeit       | Anm. |
| ---- | -------------- | --------------- | ---------- | ---- |
| 1    | Walter Bathe   | Deutsches Reich | 6:29,6 min | OR   |
| 2    | Thor Henning   | Schweden        | 6:35,6 min |      |
| 3    | Percy Courtman | Großbritannien  | 6:36,4 min |      |
| 4    | Kurt Malisch   | Deutsches Reich | 6:37,0 min |      |
| —    | Wilhelm Lützow | Deutsches Reich | DNF        |      |